# Stadionul UNEFS Rocar
Stadionul UNEFS Rocar este un stadion din București, România.

## Vezi și
- Rocar
- AFC Rocar București
- Universitatea Națională de Educație Fizică și Sport

## Legături externe
- Pagina oficială
- Stadionul "MEdC Rocar". stadiumromania.blogspot.ro.